# آل بوقبيس
آل بوقبيس قرية تتبع مركز وادي زيد، محافظة النماص في منطقة عسير في جنوب غرب السعودية. يوجد بها حصن دومه . وهي تبعد عن مدينة النماص حوالي ٤٠ دقيقه 